# Тоні ДіТерліцці
Тоні ДіТерліцці (англ. Tony DiTerlizzi; нар. 6 вересня 1969) — американський художник фентезі, автор дитячих книг і продюсер фільмів.
В ігровій індустрії він найбільш відомий своєю роботою в колекційній картковій грі magic: The Gathering і над лінійкою продуктів Planescape для рольової гри Dungeons & Dragons. Разом з Голлі Блек ДіТерліцці створив серіал «Хроніки Спайдервіка» і був виконавчим продюсером екранізації серіалу 2008 року. За екранізацію «Павука і мухи» він отримав відзнаку Калдекотта.

## Раннє життя
Тоні Дітерлізі народився в Лос-Анджелесі в 1969 році, став першою з трьох дітей. Назва DiTerlizzi означає «з Терліцці», села в італійському регіоні Апулія. Він виріс у Південній Флориді, де відвідував середню школу Саут-Форк. Він навчався в Школі мистецтв Флориди та Інституті мистецтв у Форт-Лодердейлі, де здобув ступінь графічного дизайну в 1992 році.

## Вплив
ДіТерліцці називає багатьох художників, які на нього вплинули. Серед них, зокрема Норман Роквелл та доктора Сьюз. «Багато хороших художників фентезі скажуть вам, що на них вплинули Фразетта чи Боріс Вальєхо. Усвідомлюючи це, я віддав перевагу більш різноманітним впливам, оскільки мені здавалося, що більшість сучасних фентезійних творів мають те саме відчуття олійного живопису». На ДіТерліцці вплинули такі художники, як Ієронім Босх і Леонардо да Вінчі, художники журналів початку 1900-х років (Максфілд Перріш, Генріх Клі), класичні ілюстратори дитячих книжок (Артур Рекхем, Ернест Шепард, Джон Тенніел) і незвичайні митці сучасного фентезі (Браєн Фрауд, Мебіус, Вільям Стаут, Джим Генсон). Іншим джерелом натхнення став Девід Трампір, який проілюстрував більшу частину першого Посібника про монстрів AD&D, який Дітерлізі згадував як свою улюблену книжку в дитинстві: «Я копіював малюнки Трампіра знову і знову». ДіТерліцці був фанатом мистецтва рольових ігор задовго до того, як почав працювати.
ДіТерліцці також є шанувальником творчості Ганса Крістіана Андерсена, Шарля Перро та братів Грімм. На нього мали вплив такі ілюстратори їх творчості, як Артур Рекхем, Едмунд Дюлак, Кей Нільсен та Ернест Шепард, а також такі автори/ілюстратори, як Моріс Сендак, Шел Сільверстейн і Річард Скаррі.

## Кар'єра

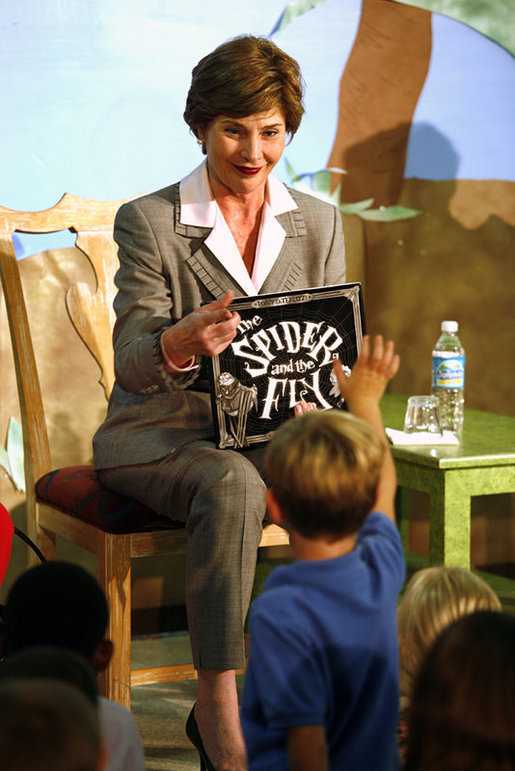
Перша леді Лора Буш одразу після прочитання екранізації «Павука і мухи» ДіТерліцці, 27 жовтня 2006 р.

Після закінчення навчання ДіТерліцці разом зі своєю дружиною Анжелою переїхав до Нью-Йорка та почав кар'єру незалежного ілюстратора, працюючи в рольовій грі Dungeons & Dragons від TSR. «Я був дуже схвильований, коли отримав можливість попрацювати над [фоломом Monstrous Manual 1993 року]. Моєю основною метою було „зачарувати“ інших художників. Це допомогло мені отримати роботу для декорації Planescape».
ДіТерліцці працював над обстановкою кампанії Planescape 1994 року та її доповненнями, переробляючи зовнішній вигляд зовнішніх площин: «Не лише будівлі, але й люди повинні були мати іржавий, органічний вигляд. Це, здавалося, було природним для мого художнього стилю. Коли я пішов до працюючи над Planescape, я дивився на аніме та японське фентезі, як-от Амано Есітака». За словами Шеннон Аппелклайн, робота художника була основою декорації.
ДіТерліцці продовжував працювати для TSR, а також для ігор Changeling і Werewolf Storyteller видавництва White Wolf, а також проілюстрував багато карт для Magic, Blood Wars і Rage.
Він також проілюстрував такі книги, як «Гігантські кістки» Пітера Біґла 1997 року та «Літо динозаврів» Грега Беара 1998 року. Першим проєктом, у якому він написав та проілюстрував книгу, була публікація 2000 року Позаземна пригода Джиммі Зангвоу «Місячний пиріг», за якою у 2001 році вийшов Тед, який отримав нагороду Зени Сазерленд у 2002 році.
Класична поема Мері Говітт Павук і муха, яка стала бестселером за версією New York Times, була його наступним проєктом і за яку він 2003 року був нагороджений Почесною медаллю Калдекотта.
ДіТерліцці та Голлі Блек створили Хроніки Спайдервіка, куплені видавництвом Simon & Schuster Children's Publishing і Nickelodeon Movies у 2002 році та видані у 2003 році. Пізніше її було перекладено на 30 різних мов. У 2005 році був опублікований Польовий путівник Артура Спайдервіка у фантастичний світ навколо вас, а студія Paramount Pictures випустила адаптацію серії в живому екшні, а ДіТерліцці виступив співвиконавчим продюсером.
Продовження серії За межами Спайдервікських хронік почалося у вересні 2007 року й тривало до 2009 року.
У 2010 році Simon & Schuster опублікувала першу книгу трилогії У пошуках ВондЛа, написану та проілюстровану ДіТерліцці. У 2012 році було опубліковано Герой для ВондЛа, а у 2014 році — Битва за ВондЛа.
У 2015 році Dark Horse Comics опублікував Realms: Мистецтво рольових ігор Тоні ДіТерліцці зі словами ДіТерліцці та колекцією художніх робіт і фотографій, що охоплюють його ранню кар'єру. «Роботи Тоні мають особливий колорит, якщо хочете, любов до монстрів… Його створіння мають чарівність Генсона чи Ракема, але вони несуть із собою натяки на власну екосистему.. Тоні є творцем світу та творцем казок, нехай ви цінуєте ці твори мистецтва так само як і я», — процитував Ґільєрмо дель Торо.
ДіТерліцці написав і оформив «Зоряні війни: Пригоди Люка Скайвокера, лицаря-джедая», опублікований у 2014 році видавництвом Disney Lucasfilm Press (відбиток Disney Publishing Worldwide). Його слова супроводжувалися ілюстраціями Ральфа Маккуоррі.
Автор/ілюстратор Мо Віллемс у партнерстві з ДіТерліці проілюстрував книгу «Історія примадонни та блохи», натхненну роком життя Віллемса за кордоном у Парижі. У 2015 році компанія Disney-Hyperion опублікувала бестселер New York Times.

## Особисте життя
ДіТерліцці живе та працює в Амхерсті, штат Массачусетс, зі своєю дружиною та менеджеркою, автором дитячих книг Анджелою ДіТерліцці та їхньою донькою Софією.

### Написано та ілюстровано
- Позаземна пригода Джиммі Зангвоу «Місячний пиріг», 2000
- Тед, 2001
- Хроніки Спайдервіка (створено/написано разом з Голлі Блек), 2003—2004
- Польовий путівник Артура Спайдервіка у фантастичний світ навколо вас, 2005 р.
- Догляд і годування спрайтів, 2006
- Ґ — це один ґзонк, 2006[24]
- За межами Спайдервікських хронік (створено/написано разом з Холлі Блек), 2007—2009
- Кенні та дракон, 2008
- Пригода Мено! (створено/написано разом з Анджелою ДіТерліцці), 2009
- У пошуках ВондЛа, 2010
- Герой для ВондЛа, 2012
- Битва за ВондЛа, 2014
- Розбитий орнамент, 2018

### Проілюстровано
- Літо динозаврів, 1998
- Нескінченні казки, 2000
- Чужий і Опосум: Друзі, незважаючи ні на що, 2001
- Чужий і Опосум: Вештання без діла, 2002
- Павук і муха, 2002
- Політ дракона, 2002
- Пітер Пен у багряному кольорі, 2005
- Історія Діви та Флі, 2015